# Cathy Rosier
Cathy Rosier (Fort-de-France, 2 gennaio 1945 – Marrakech, 17 maggio 2004) è stata un'attrice francese.
Prima di intraprendere la carriera cinematografica lavorò come modella e come presentatrice.

## Biografia
Originaria delle Antille francesi, recitò in diversi film francesi dove la parte richiedeva una donna immigrata di origine africana o caraibica. Spesso ingaggiata in film sulla malavita, uno dei suoi ruoli più importanti fu quello della pianista Valérie nel film Frank Costello faccia d'angelo (1967) di Jean-Pierre Melville. La Rosier realizzò anche un album, intitolato Cathy Banana.
Morì a causa di un aneurisma il 17 maggio 2004 a Marrakech.

## Vita privata
Sposò Gerard Foussier, che morì 15 giorni dopo il loro matrimonio nel luglio 1974. Si risposò poi con il cantautore francese Jean-Paul Cara.

## Filmografia parziale
- Frank Costello faccia d'angelo (Le Samouraï), regia di Jean-Pierre Melville (1967)
- Indagine su un parà accusato di omicidio (Le Dernier saut), regia di Édouard Luntz (1970)
- L'incredibile storia di Martha Dubois (Macédoine), regia di Jacques Scandelari (1971)
- La via del rhum (Boulevard du rhum), regia di Robert Enrico (1971)
- Cronaca erotica di una coppia (Chronique d'un couple), regia di Roger Coggio (1971)
- Tre per una grande rapina (Le Mataf), regia di Serge Leroy (1973)